# Antoni de Villanueva
Antoni de Villanueva (Llorca, 1714 — València, 1785) fou un pintor i arquitecte espanyol.
Era fill del també escultor Laureà Villanueva. Va passar els primers anys i es va educar a la localitat d'Oriola, on va rebre influències de l'obra de Jaume Bord. Com a artista i arquitecte, les seves obres inicials es troben repartides bàsicament en aquesta zona d'influència geogràfica.
Més endavant, el 1768, va ser nomenat acadèmic de mèrit de l'Acadèmia de Belles Arts de Sant Carles, a València.

## Obra
La seva obra ha sigut poc estudiada, aquests són alguns dels seus treballs reconeguts:

### Arquitecte
- Portada principal de l'església de Santa Justa i Santa Rufina d'Oriola (1753)
- Ampliació de la capella de la comunió de l'església de Sant Jaume d'Ordiola (1757)
- Disseny de l'ampliació de l'església de Montfort (1770)

### Pintor
- Sant Agatàngel de l'Arxiu Municipal d'Elx (1747)
- El miracle de les hòsties, a l'església de Santa Maria d'Alacant
- Obres al convent de Sant Francesc de València,
- Obres a Requena i Aigües de Busot.